# Göteborgs hamnbana
|  | Unknown BSicon "ABZq+l" | Unknown BSicon "hKRZWaeq" |

|  | Straight track |

|  | Enter and exit short tunnel |

|  | Unknown BSicon "ABZgl" | Unknown BSicon "STR+r" |

| Unknown BSicon "STR+l" | Unknown BSicon "ABZgr" | Non-passenger end station |

| Straight track | Non-passenger end station |  |

| Non-passenger end station |

|  | Unknown BSicon "ABZq+l" | Unknown BSicon "hKRZWaeq" |

|  | Straight track |

|  | Enter and exit short tunnel |

|  | Unknown BSicon "ABZgl" | Unknown BSicon "STR+r" |

| Unknown BSicon "STR+l" | Unknown BSicon "ABZgr" | Non-passenger end station |

| Straight track | Non-passenger end station |  |

| Non-passenger end station |

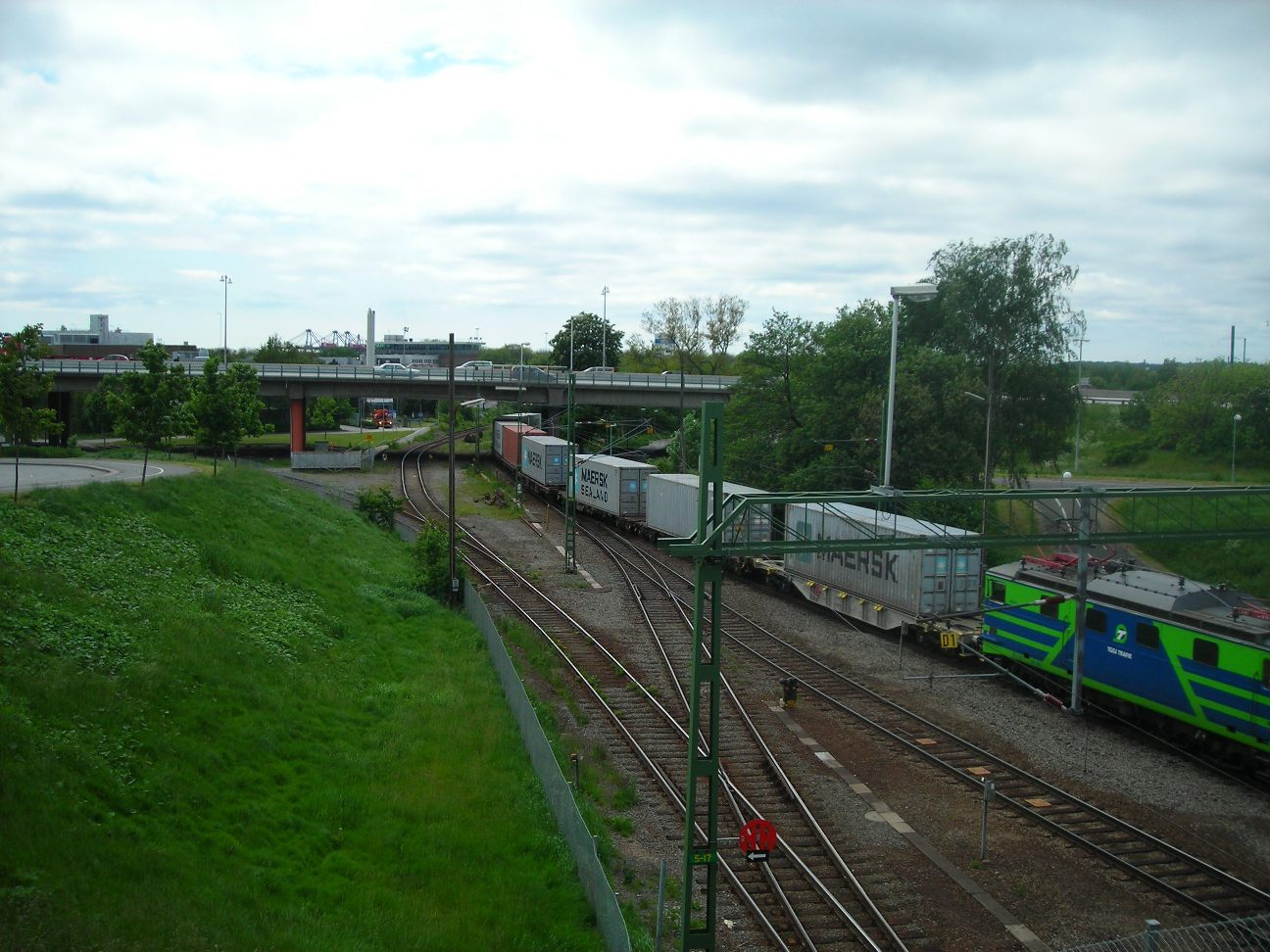
Hamnbanan under Älvsborgsbrons tillfart. Sidospår till Oljehamnen till vänster.

Hamnbanan eller Göteborgs hamnbana, tidigare Norra hamnbanan, är en 9 kilometer lång godsjärnväg på Hisingen i Göteborg. Hamnbanan är viktig för Sveriges godstrafik med start- och slutpunkt vid Göteborgs hamn.
Den sträcker sig mellan Bohusbanan vid Marieholmsbron och Skandiahamnen. Järnvägen är enkelspårig och elektrifierades 2004. Innan dess fick godstågen byta till diesellok vid Sävenäs rangerbangård, vilket gav föroreningar i de närliggande bostadsområdena. Numera går de flesta godståg rakt till hamnen med ellok. 
Det finns oelektrifierade bibanor bland annat till Oljehamnen, till Arendal och till Volvo Torslandaverken.

## Historia
Den har sitt ursprung i Göteborg–Tingstad–Sannegårdens järnväg, vilken öppnades 1914 i samband med Sannegårdshamnens tillkomst, 
Hamnbanan ägdes tidigare av Göteborgs hamn innan den övertogs av Banverket, nuvarande Trafikverket 1999, strax före den elektrifierades.
År 2016 öppnades den södra Marieholmsbron, alltså ytterligare en bro över Göta älv förutom den gamla Marieholmsbron. De betjänar både Bohusbanan och hamnbanan. Trafiken längs båda banor har ökat kontinuerligt och väntas fortsätta öka. Det har funnits en oro för att den öppningsbara Marieholmsbron skulle haverera vilket till exempel skulle vara katastrof för Storas SECU-trafik.
Banan går genom gamla hamnområden på Norra Älvstranden, vilka successivt omvandlats till främst bostadsområden. Banverket beslutade i december 2008 att en framtida utbyggnad skulle ske i eller nära befintlig sträckning och att denna sträckning skulle utredas vidare. En järnvägstunnel från Aröd i Backa till Biskopsgården var ett annat alternativ, eller en bana från Bohusbanan via Säve. Mellan Skandiahamnen och Pölsebo byggdes banan ut med ytterligare ett spår på en 1,6 kilometer lång sträcka som var färdigt 2018. Hamnbanan förlades i en dubbelspårig tunnel mellan Eriksberg och Pölsebo, och dubbelspåret genom tunneln var färdigt för drift i december 2023.